# Ерсборо (Оклахома)
Ерсборо (енгл. Earlsboro) град је у америчкој савезној држави Оклахома.

## Демографија
По попису из 2010. године број становника је 628, што је 5 (-0,8%) становника мање него 2000. године.
| Група             | 2000.       | 2010.       |
| Белци             | 441 (69,7%) | 430 (68,5%) |
| Афроамериканци    | 71 (11,2%)  | 48 (7,6%)   |
| Азијати           | 2 (0,3%)    | 7 (1,1%)    |
| Хиспаноамериканци | 9 (1,4%)    | 20 (3,2%)   |
| Укупно            | 633         | 628         |